# Tamika Whitmore
Tamika Whitmore (ur. 5 czerwca 1977 w Tupelo) – amerykańska koszykarka występująca na pozycji silnej skrzydłowej.
Podczas swojej kariery akademickiej zdobyła 2488 punkty, plasując się na drugim miejscu w historii klubu Memphis Tigers tuz za Betty Booker. Uzyskała 45 double-doubles, zajmując drugie miejsce na liście wszech czasów za Reginą Street (65).
W drugim spotkaniu półfinałów WNBA 2006 zanotowała 41 punktów, ustanawiając nowy rekord ligi w liczbie punktów zdobytych podczas spotkania play-off (poprzedni – 35 należał do Lisy Leslie).

## Osiągnięcia
Na podstawie, o ile nie zaznaczono inaczej.

### NCAA
- Uczestniczka turnieju NCAA (1996–1998)
- Mistrzyni turnieju konferencji USA (1996, 1998)
- Zawodniczka roku konferencji USA (1998, 1999)
- Zaliczona do:
  - I składu:
    - konferencji USA (1997–1999)
    - najlepszych pierwszorocznych zawodniczek konferencji USA (1996)

  - II składu All-American (1999 przez Associated Press)
  - składu:
    - WBCA/Kodak honorabe mention All-American (1998 przez Associated Press)
    - dekady konferencji USA (1 marca 2005)[2]
- Liderka strzelczyń NCAA (1999)

### WNBA
- Wicemistrzyni WNBA (1999, 2000, 2002)
- Uczestniczka meczu gwiazd WNBA (2006)

### Inne
Drużynowe
- Mistrzyni:
  - Euroligi (2007)
  - NWBL (2001)
  - Czech (2008)
- Wicemistrzyni:
  - Euroligi (2008)
  - Czech (2009)[3]
- Zdobywczyni pucharu Hiszpanii (2005)

Indywidualne
- MVP sezonu regularnego francuskiej ligi LFB (2006 – 22,7 punktu, 9,8 zbiórki)
- Najlepsza*:
  - zawodniczka zagraniczna ligi:
    - czeskiej (2009)[3]
    - francuskiej (2006)[4]

  - środkowa ligi czeskiej (2009)[3]
  - skrzydłowa ligi francuskiej (2006)[4]
- Zaliczona do*:
  - I składu:
    - ligi:
      - czeskiej (2009)[3]
      - francuskiej (2006)[4]

    - defensywnego ligi francuskiej (2006)[4]
    - zawodniczek zagranicznych ligi:
      - czeskiej (2009)[3]
      - francuskiej (2006)[4]
- Liderka:
  - strzelczyń:
    - hiszpańskiej ligi LFB (2004)
    - francuskiej ligi LFB (2006)[4]

  - w zbiórkach ligi francuskiej (2006)[4]

### Reprezentacja
- Zdobywczyni Pucharu Williama Jonesa (1998)